# Snafu Rigor
Snafu Rigor (cuyo nombre verdadero era Roberto Nicolas Rigor, nacido el 8 de agosto de 1946 - f. 4 de agosto de 2016) fue un cantautor filipino.
A partir de 1964, empezó a escribir y componer canciones, convirtiéndose en uno de los compositores más importantes de su país. Una de sus composiciones de mayor éxito, es la canción titulada "T.L Ako Sa'yo", que fue escrita para que lo cantara el grupo Cinderella en 1975. 
Snafu Rigor durante la década de los 70, fue integrante de distintas agrupaciones musicales como Cinderella, Backdoor & Blackbuster, Domestic A&R, Blackgold y Superband.

## Composiciones
- "T.L Ako sa 'Yo" (música y letra) - grabada por Cinderella
- "Bato sa Buhangin" (letra) - grabada por  Cinderella[1]
- "Bulag, Pipi at Bingi" (música e letra) - grabada por Freddie Aguilar[2] (Grand Prize of the 2nd Metropop Music Festival, 1979)
- "Macho Gwapito" (letra) - grabada por  Rico J. Puno[3]
- "Mr. Dreamboy" (música e letra) - grabada por  Sheryl Cruz
- "Boy, I Love You" (letra) - grabada por Cherie Gil y luego interpretada por Donna Cruz
- "Eto Na Naman" (letra) - grabada por  Gary Valenciano
- "Gusto Kita" (letra) - grabada por  Gino Padilla
- "Paano ang Puso Ko" (letra) - grabada por  April Boy Regino
- "Larawang Kupas" (música e letra) - grabada por  Jerome Abalos
- "Bumper to Bumper" (música e letra) - grabada por  Love Anover
- "Byaheng Jeepney" (música e letra) - grabada por Nicole & Cris
- "Jowadik" (música e letra) - grabada por Nicole & Cris
- "Tambalan" (música e letra) - grabada por Nicole & Cris